# Jean Luillier (évêque)
Jean Luillierc, né à Paris et mort le 21 novembre 1500, est un prélat, évêque de Meaux de 1483 à 1500.

## Biographie
Jean Luillier est le fils de Jean Luillier, seigneur de Vez, avocat général au parlement, et de Catherine de Chanteprime, dame de Vuy (fille de Jehan de Chanteprime). Il est l'oncle d'Eustache Luillier.
Docteur et professeur en théologie, il est recteur de l'Université de Paris en 1447 puis proviseur de la Sorbonne en 1469. Chanoine, il est doyen de la cathédrale Notre-Dame de Paris.
Il devient évêque de Meaux en 1483, siège qu'il conserve jusqu'à sa mort. Il y tient un synode diocésain en 1493.
Aumônier du roi, il est le confesseur de Louis XI.
Sous Louis XII, il devient également conservateur des privilèges de l'université de Paris.